# Rock Altitude Festival
 (octobre 2022).
Si vous disposez d'ouvrages ou d'articles de référence ou si vous connaissez des sites web de qualité traitant du thème abordé ici, merci de compléter l'article en donnant les références utiles à sa vérifiabilité et en les liant à la section « Notes et références ».
Le Rock Altitude Festival (anciennement VnV Rock Altitude Festival) est un festival de musique qui a lieu chaque année au mois d'août dans la ville suisse du Locle.

## Rock Altitude 2022

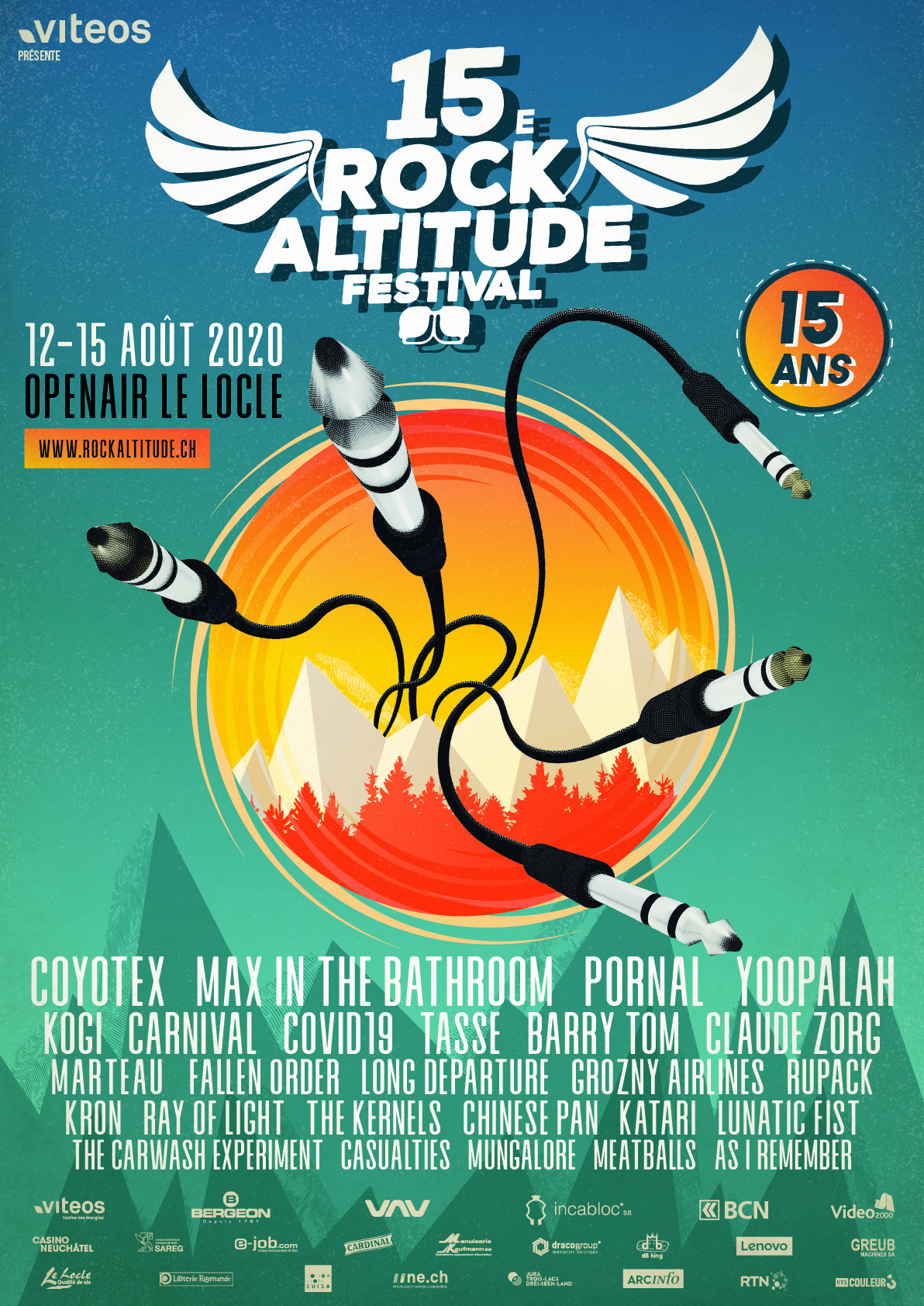
Affiche de la 15e édition du Rock Altitude Festival

13e édition du festival qui se déroulera du 10 au 13 août 2022 à la piscine/patinoire du Locle.
Le festival accueille cette année :
- InFlames
- Iam
- Agnes Obel
- Clutch
- ASM
- Battles
- Kadavar

- et bien d'autres...

## Rock Altitude 2018
13e édition du festival qui s'est déroulée du 15 au 18 août 2018 à la piscine/patinoire du Locle.
Le festival accueille cette année :
- The Black Angels
- Seasick Steve
- Cannibal Corpse
- Hyphen Hyphen
- Metz
- J.C. Satàn
- Unsane
- Flèche Love
- DeWolff
- Hidden Orchestra
- Rolo Tomassi
- The Soft Moon
- Mammùt
- et bien d'autres...

## Rock Altitude 2017
12e édition du festival qui se déroulera du 09 au 12 août 2017 à la piscine/patinoire du Locle.
Le festival accueille cette année :
- Archive
- Vitalic Live
- Chinese Man
- Walls of Jericho
- Triggerfinger
- Puppetmastaz
- Beak>
- The Young Gods
- Esben & the witch
- Nostromo
- Wolves in the Throne Room
- Peter Kernel
- et bien d'autres...

## Rock Altitude 2016
11e édition du festival qui se déroulera du 10 au 13 août 2016 à la patinoire du Locle.
Pour cette édition, le festival durera 4 jours !
- Neurosis
- Godspeed you! Black Emperor
- Kadebostany
- Mono
- Behemoth
- Mayhem
- Entombed
- Chelsea Wolfe
- Shake Shake go
- et bien d'autres
- Toute la programmation : http://www.rockaltitude.ch/prog

## Rock Altitude 2015 10 ans
10e édition du festival qui s'est déroulée du 12 au 15 août 2015 à la patinoire du Locle.
Pour cette édition, le festival durera 4 jours !
- Interpol
- Archive
- Charlie Winston
- The Darkness
- Kvelertak
- The Dillinger Escape Plan
- Lofofora
- Timber Timbre
- Les Tambours du Bronx
- et bien d'autres
- Toute la programmation : http://www.rockaltitude.ch/prog

## Rock Altitude 2014
9e édition du festival qui s'est déroulée du 14 au 16 août 2014 à la patinoire du Locle.
- Down
- Red Fang
- Converge
- Morcheeba
- Kadebostany
- TruckFighter
- The Glitch Mob

## Rock Altitude 2013
8e édition du festival qui s'est déroulée du 15 au 17 août 2013 à la patinoire du Locle.
Quelques groupes de cette édition :
- Deftones
- Asaf Avidan
- Les Tambours du Bronx
- Cult of Luna
- Orange Goblin
- Mondo Generator
- Naive New Beaters
- Lydia Lunch

## Rock Altitude 2012 - Environ 5000 spectateurs
7e édition du festival qui s'est déroulée du 16 au 18 août 2012 à la patinoire du Locle.
Quelques groupes de cette édition :
- Mogwai
- Nada Surf
- Napalm Death
- Lofofora
- Agnostic Front
- Martina Topley-Bird

## Rock Altitude 2011
6e édition du festival qui s'est déroulée du 11 au 13 août 2011 août à la patinoire du Locle.
Quelques groupes de cette édition :
- Meshuggah (SE)
- Yoldelice (UK)
- Wovenhand (US)
- Atari Teenage Riot (DE)
- William White (CH)

## Rock Altitude 2010
5e édition du festival qui s'est déroulée du 12 au 14 août 2010 à la patinoire du Locle.
Quelques groupes de cette édition :
- K's Choice (BE)
- Tom McRae (UK)
- Gojira (FR)
- Ezekiel (FR)